# 웨이두구

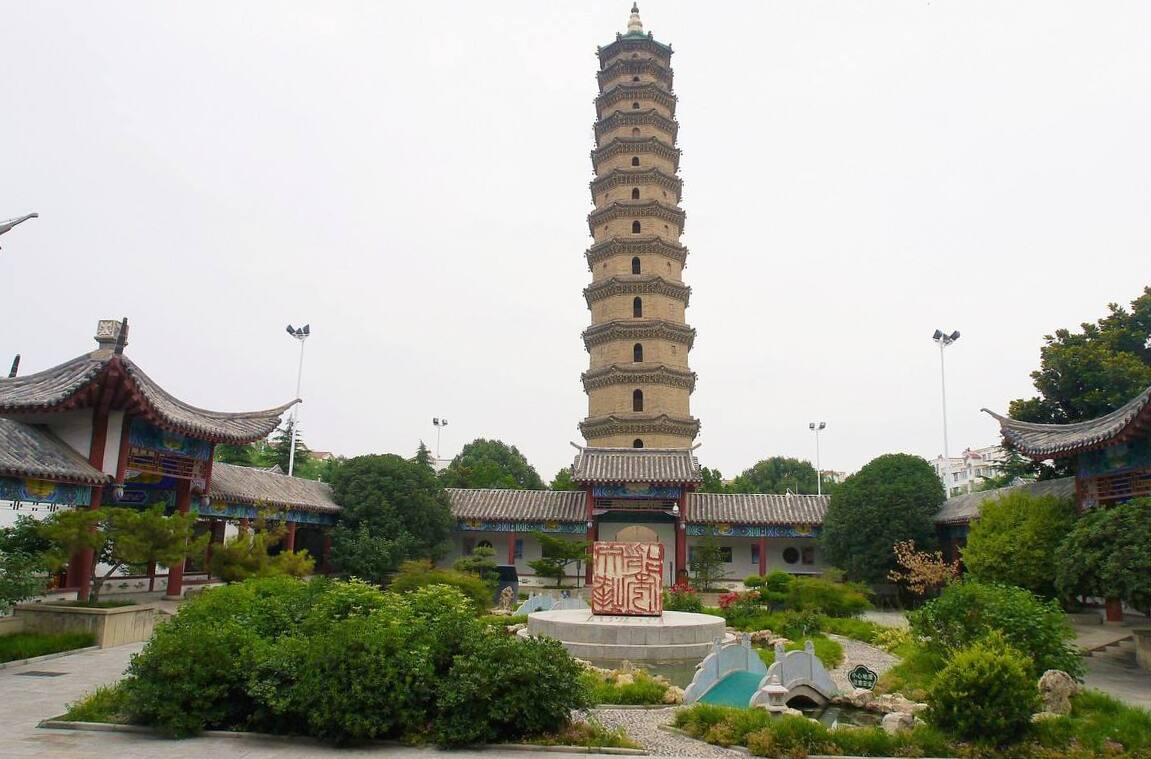

웨이두구(한국어: 위도구, 중국어: 魏都区, 병음: Wèidū Qū)는 중화인민공화국 허난성 쉬창 시의 현급 행정구역이다. 넓이는 67km2이고, 인구는 2007년 기준으로 400,000명이다.

## 기후
연평균 기온은 14.7℃이고 연평균 강수량은 579mm이다. 무상일수는 217일, 연일조시간은 2,280시간이다.

## 행정 구역
12개 가도를 관할한다.
- 가도: 西大街街道, 东大街街道, 西关街道, 南关街道, 北大街街道, 五一路街道, 高桥营街道, 丁庄街道, 半截河街道, 七里店街道, 文峰街道, 新兴街道.